# Omul care aduce ploaia (film din 1956)
Omul care aduce ploaia (titlul original: în engleză The Rainmaker) este un film dramatic american, realizat în 1956 de regizorul Joseph Anthony, după piesa omonimă din 1954 a scriitorului N. Richard Nash inspirată din viața lui Charles Hatfield. Protagoniștii sunt actorii Burt Lancaster, Katharine Hepburn, Wendell Corey și Lloyd Bridges.
Omul care aduce ploaia a fost refăcut de două ori: prima dată ca un film de televiziune cu același nume în 1982, regizat de John Frankenheimer, a doua oară în hindi ca Thodasa Roomani Ho Jayen în 1990.

## Rezumat
În timpul depresiei din Vestul Mijlociu, escrocul Bill Starbuck acționează ca un producător de ploaie, dar este alungat dintr-un oraș în altul. Într-o zi, sosește într-un oraș rural lovit de secetă din Kansas și apare la ușa mofturoasei Lizzie Curry și a celorlalți din clanului Curry. Lizzie îngrijește casa tatălui ei, H.C., și a doi frați de la ferma de vite a familiei. 
În timp ce ferma lor lâncește în urma secetei devastatoare, familia lui Lizzie se îngrijorează mai mult de perspectivele ei de căsătorie decât de vitele lor pe moarte. Înainte de sosirea lui Starbuck, Lizzie îl aștepta pe șeriful File, pentru care ține un pont secret, deși el a refuzat invitația familiei la cină. Dar Starbuck le promite că va aduce ploaie în schimbul banilor. Împotriva protestelor lui Lizzie, H.C. merge la înțelegere din disperarea de lipsa ploii, deși bănuiește că Starbuck este un escroc. Starbuck este dezvăluit, dar clanul Curry îl susține, ceea ce face ca atât Starbuck, cât și File să facă declarații în sfârșit lui Lizzie. În cele din urmă, Lizzie își alege bărbatul și, bineînțeles, plouă.

## Distribuție
- Burt Lancaster – Bill Starbuck
- Katharine Hepburn – Lizzie Curry
- Wendell Corey – deputatul șerif J. S. File
- Lloyd Bridges – Noah Curry
- Earl Holliman – Jim Curry
- Cameron Prud'Homme – H. C. Curry
- Wallace Ford – ul Howard Thomas
- Yvonne Lime – Snookie Maguire

nemenționați
- Michael Bachus – un șerif
- Dottie Bee Baker – Belinda
- Kenneth Becker – Phil Mackey
- John Benson – Townsman
- Arthur Berkeley – un orășean
- Rudy Bowman – un orășean
- Joe Brown – un orășean
- Tex Driscoll – un orășean
- Herman Hack – un orășean
- Signe Hack – un orășean

## Premii și nominalizări
- 1956 Premiile Oscar[5]
  - Nominalizare la Cea mai bună actriță pentru Katharine Hepburn
  - Nominalizare la Cea mai bună coloană sonoră pentru Alex North
- 1958 Premiile BAFTA
  - Nominalizare la Cea mai bună actriță pentru Katharine Hepburn
- 1957 Premiile Globul de Aur
  - Nominalizare la Cel mai bun film - Dramă
  - Nominalizare la Cel mai bun actor - Dramă pentru Burt Lancaster
  - Nominalizare la Cea mai bună actriță - Dramă pentru Katharine Hepburn
  - Cel mai bun actor în rol secundar pentru Earl Holliman

## Lansare
Filmul Omul care aduce ploaia a avut premiera în Statele Unite pe data de 13 decembrie 1956.
În România premiera filmului a avut loc la data de 8 august 1960 la cinematografele „V. Alecsandri”, „Elena Pavel”, „Miorița” și „N. Bălcescu” din capitală.